# Richard Henry Wilde

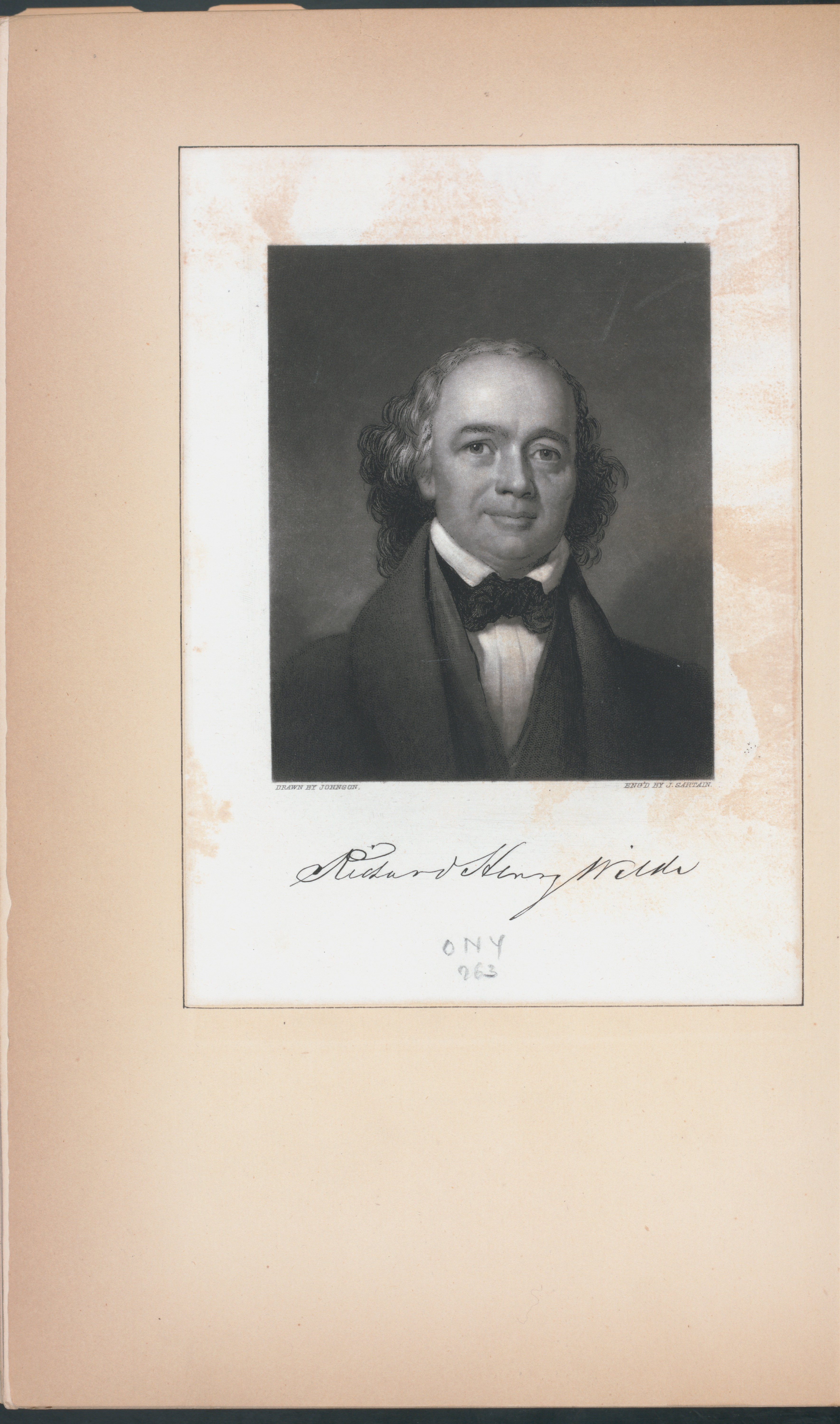
Richard Henry Wilde

Richard Henry Wilde (ur. 1789, zm. 1847) – amerykański prawnik i polityk pochodzenia irlandzkiego, kongresman kilku kadencji.
Przybył do Stanów Zjednoczonych jako ośmioletnie dziecko. Mimo niewielkiej edukacji szkolnej zdecydował się na studia prawnicze, które ukończył w 1809 roku. Był wielokrotnie wybierany do  Kongresu. W latach 1835–1840 podróżował po Europie. W 1843 roku przeniósł się do Nowego Orleanu, gdzie praktykował jako prawnik. Był też wykładowcą prawa konstytucyjnego na Uniwersytecie Luizjany.
Jako literat jest autorem poematu oktawą Hesperia. Pisał też sonety (To a Mocking Bird). Pozostaje zapewne pierwszym cenionym poetą amerykańskim wywodzącym się z Irlandii.
I PEAT thee, gentle sister, mock me not!
Joy is a word unwonted to my ear
Except from strangers. — I endure my lot.
But there are sounds which the soul shrinks to hear
From those that love us : if the canker spot
Of grief do not upon my cheek appear,
It is perhaps because, did they perceive
Such spoiler's trace, some kindred hearts would grieve.
(Hesperia)